# 澳門五人足球聯賽
澳門五人足球聯賽又稱五人室內足球，每年由澳門足球總會舉辦。雖有集訓隊定期訓練，惜欠缺比賽，本地的五人賽事亦欠奉。

## 歷史
澳門五人足球聯賽停辦多年，自2008年舉行過一屆後，至今不了了之。雖然有熱衷五人小球的本地球隊，幾年前向內地聯賽敲門，得到參加正式比賽的機會；代表隊亦一直維持訓練，延續五人足球夢，不過球員期盼的本地聯賽，一直未有下文。2015年足總大革新，宣佈2016年復辦賽事。惜賽事公佈、報名時間匆匆忙忙，僅有9支球隊報名，令這項闊別八年得以復辦的賽事失色。在足總公佈舉辦五人足球聯賽時，報名時間已十分倉促，由公佈到截止報名僅僅三日之內發生，令有意參賽的球隊未夠時間『埋班』，加上足總又定下今季七人小球甲組球隊方能有資格報名的前設條件，亦令不少球隊得個睇字。由初期報名以至正式比賽，今屆賽事都有不少明顯有待改善的地方。其實報名期急急忙忙下仍有球隊努力組班，反映出本地球隊對五人足賽熱情頗高，賽事有條件繼續舉辦、長期發展。
開闊別兩年的五人足球聯賽。賽事進入第二屆，繼續以邀請賽形式進行。今屆共有10隊參與，當中包括甲組聯賽的加義、青鋒等，主要由原屬球員為班底，兼任五人足球球員。與上屆不同，今屆所有比賽都按國際標準，死球停錶及計算累積犯規等規則。

## 賽制
甲組賽事先進行單循環比賽，後根據排名「第一名」對「第四名」、「第二名」對「第三名」勝方進入決賽爭冠亞軍，負方爭季殿軍。

## 歷屆決賽

### 五人男子甲組
| 年份 | 冠軍       | 比數 | 亞軍     | 決賽地點         | 備註 |
| ---- | ---------- | ---- | -------- | ---------------- | ---- |
| 2008 | 海帆       | 6-5  | 藍白     | 澳門運動場室內館 |      |
| 2016 | 棋人千葉   | 2-0  | 德晉加義 | 澳門運動場室內館 |      |
| 2018 | 千葉       | 11-1 | 恆勢     | 澳門運動場室內館 |      |
| 2022 | 加義       | 6-0  | 台星     | 澳門運動場室內館 |      |
| 2023 | BARBIE聯樂 | 7-1  | 加義     | 澳門運動場室內館 |      |
| 2024 | BARBIE聯樂 | 6-1  | 千葉     | 澳門運動場室內館 |      |

## 外部連結
- 官方網站